# Dipartimento di Bondoukou
Il dipartimento di Bondoukou è un dipartimento della Costa d'Avorio situato nella regione di Gontougo, distretto di Zanzan.
La popolazione censita nel 2014 era pari a 333.707 abitanti.
Il dipartimento è suddiviso nelle sottoprefetture di Appimandoum, Bondo, Bondoukou, Gouméré, Laoudi-Ba, Pinda-Boroko, Sapli-Sépingo, Sorobango, Tabagne, Tagadi, Taoudi e Yézimala.